# Каліпсо (Marvel Comics)
Каліпсо Езілі (англ. Calypso Ezili) — суперлиходійка коміксів видавництва Marvel Comics. Зображена як ворог супергероя Людини-павука, жриця вуду, яка використовує магічне зілля, а також коханка та партнерка Крейвена-мисливця.
З моменту появи в коміксах, персонаж був адаптований в телесеріалах, відеоіграх і фільмах. Аріана Дебос виконає роль Каліпсо в майбутньому фільмі «Крейвен-мисливець» (2024), який входить у медіафраншизу «Кіновсесвіт Людини-павука від Sony» (SSU).

## Історія публікацій
Каліпсо була створена сценаристом Деннісом О'Нілом та художником Аланом Вайссом. Спочатку Каліпсо з'явилася як другорядний персонаж в The Amazing Spider-Man Vol. 1, #209 та Peter Parker, The Spectacular Spider-Man Vol. 1, # 65, де була союзницею ворога Людини-павука, Крейвена-мисливця . Після смерті Крейвена-мисливця, Каліпсо зачарувала Ящера і відправила його в битву проти Людини-павука, щоб жорстоко помститися йому за загибель Крейвена-мисливця у Spider-Man Vol. 1, #1-5, а згодом з'явилася як камео в Daredevil Vol. 1, #310-311 та Daredevil Annual Vol. 1, #9. Наступна поява Каліпсо відбулася у Web of Spider-Man Vol. 1, #109-110 та Spider-Man Annual 1997. Вона була вбита в сюжетній лінії, що охоплює The Spectacular Spider-Man Vol. 1, #249-253.

## Вигаданий життєпис
Каліпсо була жрицею вуду гаїтянського походження . Вона була психопатичною жінкою, яка уклала союз із Крейвеном-мисливцем . Каліпсо, здавалося б, отримувала задоволення від нападів гніву Крейвена-мисливця, що перейшли в ненависть до Людини-павука, яка, зрештою, довела його до самогубства в сюжетній лінії Kraven's Last Hunt.
Коли художник Тодд Макфарлейн почав писати новий сюжет для Людини-павука під назвою Torment, головним антагоністом він вирішив зробити Каліпсо, яка стала небезпечною загрозою для Людини-павука. Походження надприродних сил Каліпсо пояснювалося вбивством її молодшої сестри. Вона отримує контроль над альтер его доктора Курта Коннорса, Ящером, якого відправляє на вбивство Людини-павука. Утім, йому вдалося зупинити Ящіра, а Каліпсо, мабуть, була вбита.
Суперздатності вуду Каліпсо завадили їй вирушити в інший світ і вона завдяки цьому, воскресла з мертвих. Командуючи загоном дикунів, вона напала на Людину-павука та Альоши Сергійовича Кравінова, молодшого сина Крейвена-мисливця. Бажаючи спробувати знову жорстоко помститися за загибель Крейвена-мисливця, Каліпсо використала свої здібності, щоб направити їх один проти одного. Ті нейтралізували її закляття і уклали тимчасове перемир'я. Перемігши Каліпсо, Альоша повідомив Павуку, що триматиме її у своєму особняку, аби отримати інформацію про свого давно втраченого батька. Але натомість він убив Каліпсо.

## Сили та здібності
Каліпсо мала великі знання у релігії та практиці вуду. Часто вона застосовує у бою барабани вуду, зілля та амулети. Вона має суперздатність контролювати свідомість інших людей, а також наділена даром воскресіння з мертвих.

## Альтернативні версії

### What If?
У реальності, де Людина-павук був змушений убити Ящіра, Каліпсо маніпулює його збожеволілим сином Біллі, пропонуючи йому шанс жорстоко помститися Людині-павуку, зробивши таким, як тата .

## Поза коміксами

### Телебачення
- У мультсеріалі « Людина-павук» 1994 року Каліпсо була спочатку введена як вчена-дослідниця на ім'я доктор Марія Кроуфорд . Вона була відповідальна за створення дивовижної сироватки, яка перетворила Сергія Миколайовича Кравінова на Крейвена-мисливця, який ласкаво називав її «Каліпсо», на честь грецької німфи, що дарувала життя Одіссею. І сироватка зцілювала будь-яку рану і захищала від хвороб і зарази, але сироватка перетворювала людину на дику тварину з людським тілом. Марія створює в Нью-Йорку антидот цієї сироватки, яка перетворює Сергія з дикого варвара, на звичайну людину, і допомагає Людині-павукові позбутися його мутації, об'єднавшись із Сергієм та Карателем. Потім вона і її коханий вирушають до Африки, в епіцентр епідемії чуми. Там Марія через зараження зазнає впливу смертельної хвороби чуми, і в Сергія не залишається іншого виходу, крім як використовувати для неї ту саму сироватку. Випивши препарат, через кілька днів, відбувається мутагенна зміна в ДНК Марії, після чого вона перетворюється на дику, кровожерливу, потворну та люту жінку Каліпсо. Після боротьби з Крейвеном-мисливцем, Людиною-павуком та Чорною Кішкою, їй було введено протиотруту, розроблену Деброю Вітман та Куртом Коннорсом, після чого до неї повернувся людська подоба. Після цього Крейвен-мисливець та Каліпсо вирушили у подорож.
- Каліпсо, озвучена Анжелою Браянт, з'являється у мультсеріалі « Неймовірна Людина-павук» поряд із Крейвеном-мисливцем у другій серії другого сезону. Саме вона закликає Крейвена-мисливця вирушити до Нью-Йорка, щоб полювати на Людину-павука, і вона їде до Нью-Йорка разом з ним.

### Кіно
- Каліпсо з'явиться у фільмі медіафраншизи «Кіновсесвіт Людини-павука від Sony» (SSU) « Крейвен-мисливець» восени 2023 року. Її роль виконає Аріана Дебос[7] .

### Відеоігри
- Каліпсо є секретним босом наприкінці відеогри "Spider-Man 2 ".
- Каліпсо допомагає Крейвену-мисливцю у грі "Spider-Man 3 ". Вона надає Ящіру більш жахливої форми і відправляє його проти Павука.
- Нуар-версія Каліпсо з'являється як ексклюзивний антагоніст у « Spider-Man: Shattered Dimensions» у версії для Nintendo DS, де її озвучила Дженніфер Гейл. Каліпсо використовує фрагмент скрижалі порядку і хаосу, щоб створити армію зомбі. Також вона планує воскресити з мертвих свого коханого Крейвена-мисливця. Каліпсо зазнає поразки від нуарної Людини-павука.